# Mimegralla australica
Mimegralla australica är en tvåvingeart som beskrevs av Willi Hennig 1935. Mimegralla australica ingår i släktet Mimegralla och familjen skridflugor. Inga underarter finns listade i Catalogue of Life.